# Модуль проживания

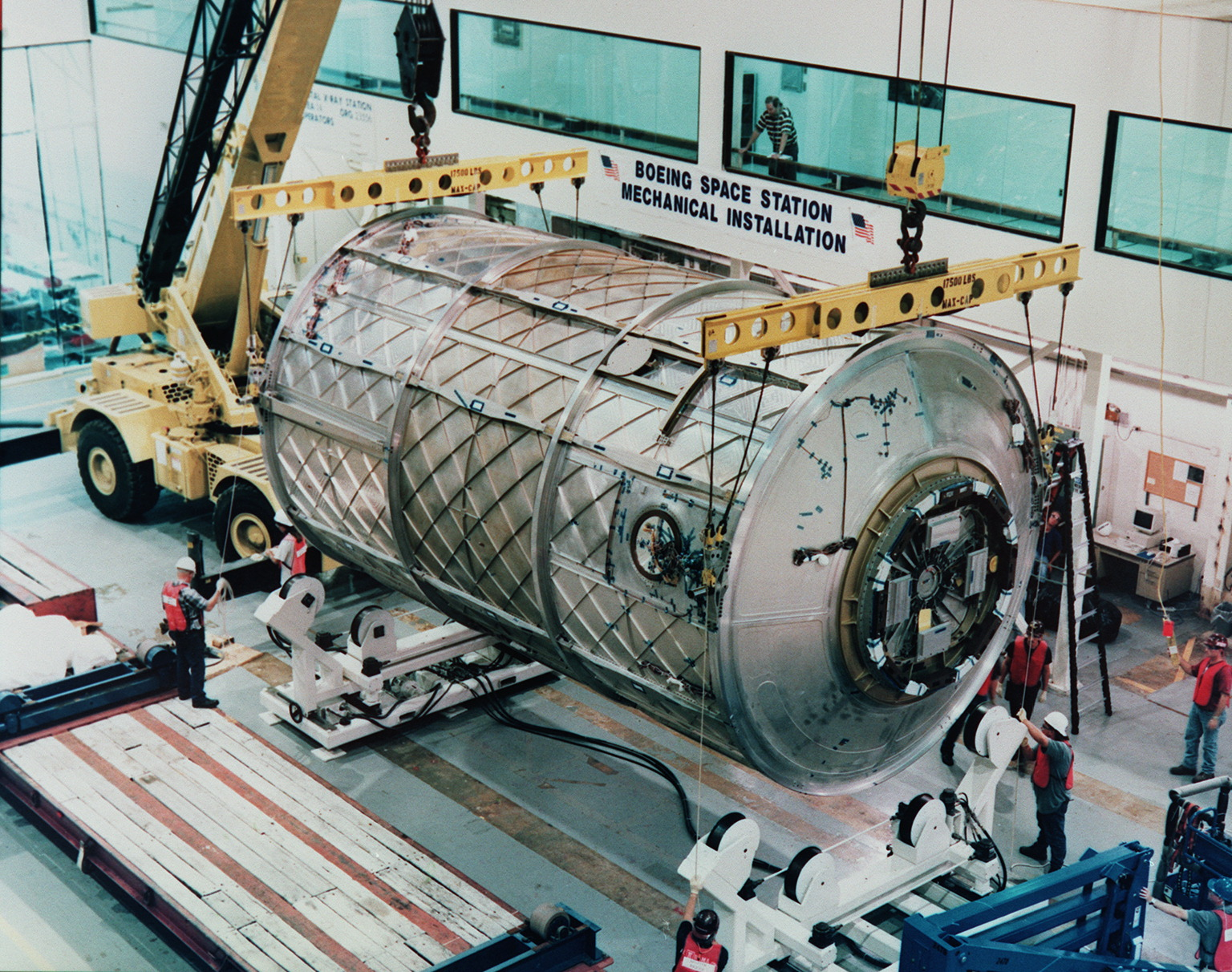
Строительство модуля. Декабрь 1997

Мо́дуль прожива́ния — модуль Международной космической станции, который должен был стать основным жилым модулем. Предусматривались туалет, душ, спальные места, медицинское оборудование. Модуль должен был пристыковаться к модулю «Спокойствие».
Состоит из трёх уровней:
- нижний уровень — наблюдательный пункт и галерея;
- второй уровень — комната механики и спальные комнаты;
- третий уровень — медпункт и комнаты личной гигиены.

По размерам был сопоставим с научным модулем «Дестини». Модуль имел массу 3855 килограммов, длину 8,8 м и ширину 4,8 м..
Запуск модуля был отменен в связи с финансовыми трудностями и задержкой в строительстве станции, из-за катастрофы шаттла Колумбия в 2003 году. 14 февраля 2006 года было решено перестроить модуль для наземных исследований систем жизнеобеспечения будущих миссий.
После отмены проекта жилого модуля спальные места были перераспределены по всей станции : два в российском сегменте и четыре в американском.